# Schtroumpf costaud
Le Schtroumpf costaud est un personnage de fiction de la bande dessinée Les Schtroumpfs. Il a été créé par le dessinateur belge Peyo puis transformé par Thierry Culliford.

## Caractéristiques
Initialement indistinct des autres schtroumpfs, il arbore par la suite un tatouage en forme de cœur sur son épaule droite qui deviendra sa marque visuelle. Ce tatouage sera visible pour la première fois dans les bandes dessinées à partir du tome n°20 La Menace Schtroumpf.
Il a une haine envers le Schtroumpf à lunettes, dont il cogne régulièrement la tête avec un maillet. Cependant, d'autres schtroumpfs occupent parfois ce rôle. Ils seront néanmoins binômes dans le 30ème épisode de la série, Les Schtroumpfs de l'ordre où le Schtroumpf Costaud aura un rôle de dissuasion équipé d'une matraque. Très bagarreur, mais très loyal pour autant, sa force (qu'il entretient régulièrement) est utilisée dans un but de maintenance générale du village (déplacement ou ouverture d'objets lourds). 

## Apparitions
Il apparaît pour la première fois dans l'histoire Le Schtroumpfissime, où il est le second schtroumpf embrigadé par ce dernier après le schtroumpf musicien, et devient  "Grand Capitaine" (en chef) des Services de protection de la légalité Schtroumpf.
Il est le personnage-joueur du jeu vidéo Les Schtroumpfs sorti sur plusieurs consoles. Cependant, il n'y a pas son fameux tatouage.

## Autres noms
- Anglais : Hefty Smurf
- Polonais : Osiłek

### Liens
- Ressource relative à la bande dessinée :   - Comic Vine